# No pasaran (film)
Pour les articles homonymes, voir No pasarán (homonymie).
Pour plus de détails, voir Fiche technique et Distribution.
No pasaran est un film français réalisé par Emmanuel Caussé et Éric Martin et sorti en 2009.

## Synopsis
Maxence Lafourcade, célibataire tranquille, élève des cochons dans les Pyrénées. Sa vie bascule lorsqu'il apprend qu'une autoroute traversera bientôt ses montagnes, sa vallée, sa ferme. Pour affronter le député maire cynique et son projet, il doit faire une alliance contre nature avec l'« Américain du coin ». Peter Konchelsky, avocat désabusé à la retraite, adopte la cause du fermier sous le regard étonné de Scarlett sa fille. Artiste excentrique, elle découvre en Maxence un modèle humain inattendu ! 
Se joignent à cette bande de « Résistants » : Inès, militante écologiste toujours à la pointe du combat, Fabrice, champion de l'équipe locale qui juge que son oncle le maire a perdu « l'esprit rugby » et Bouzigue, cousin de Maxence qui craint de perdre les clients de sa station service... « No Pasaran ! » 

## Fiche technique
- Titre : No pasaran
- Réalisation : Emmanuel Caussé et Éric Martin
- Scénario : Emmanuel Caussé et Éric Martin
- Producteur : Pierre Javaux
- Photographie : Christophe Paturange
- Son: Erik Menard
- Pays d'origine :  France
- Langue : français
- Format : 35 mm
- Genre : comédie
- Durée : 1h25
- Dates de sortie : 15 juillet 2009 (pré-sortie Sud-Ouest) ; 2 septembre 2009 (sortie nationale)[2]

## Distribution
- Cyril Lecomte : Maxence Lafourcade
- Élodie Navarre : Scarlett
- Bernard Blancan : Bouzigue
- Murray Head : Peter Konchelsky
- Didier Pain : Jean Laborde
- Rossy de Palma : Inès
- Pierre Durand : Fabrice
- Jacques Serres : Pierre Laborde
- Roger Souza : Viguier
- Sébastien Cierco : Christian
- Pierre Laur : Francis Casabone

## Autour du film
Le film a été tourné en plein cœur de l'Ariège et dans la vallée de Vicdessos où des habitants de la région ont été employés comme figurants. Plus particulièrement, le film a été notamment tourné à Foix, Tarascon-sur-Ariège, Lapège, Miglos et Auzat, au hameau de Laoujou où était censée se trouver l’exploitation de Maxence Lafourcade.